# Tore Hattrem

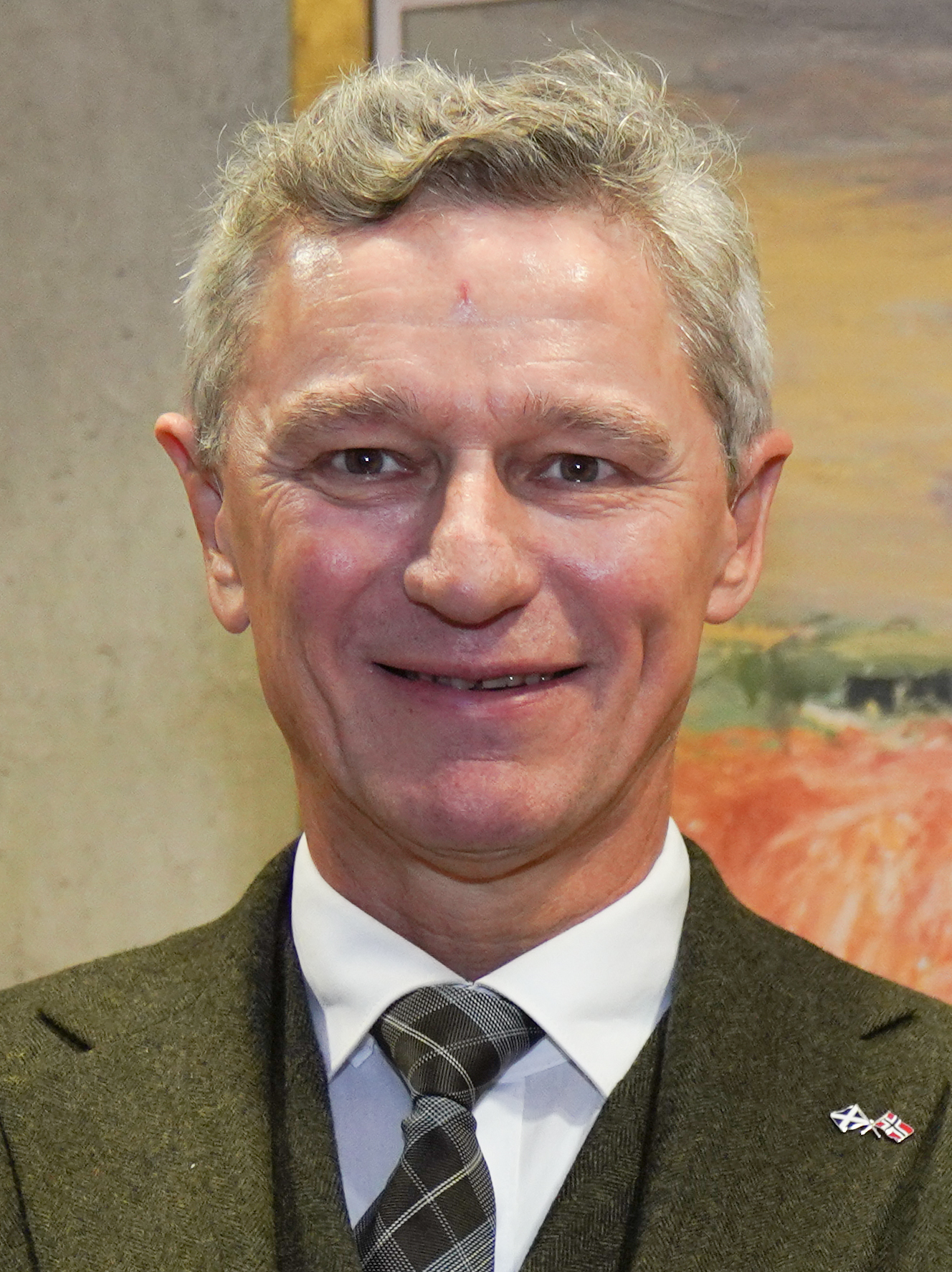
Tore Hattrem (2024).

Tore Hattrem (ur. 23 sierpnia 1962) – norweski polityk Partii Konserwatywnej, dyplomata w Ministerstwie Spraw Zagranicznych, prezes zarządu UNICEF w 2018 r.

## Biografia
Tore Hattrem ukończył Norweską Szkołę Oficerską w 1982 r. oraz Uniwersytet w Oslo uzyskując tytuł magistra. Zanim przystąpił do pracy w instytucjach politycznych, był oficerem Norweskich Sił Zbrojnych oraz pełnił wysokie funkcje kierownicze w Ministerstwie Finansów.
Od 1992 roku zaangażował się w politykę bezpieczeństwa, pracował w Ministerstwie Spraw Zagranicznych oraz w latach 1992-1993 zdobywał doświadczenie w sekcji ONZ. W latach 1994–1997 pełnił funkcję drugiego sekretarza w ambasadzie norweskiej w Nowym Delhi. W latach 1997- 2000. Działał na stanowisku pierwszego sekretarza Stałej Misji Norwegii w ONZ i ŚOH w Genewie a następnie w 2000 r. objął dwuletnie stanowisko doradcy w Radzie Bezpieczeństwa ONZ. W 2002 r. został Zastępcą Dyrektora Generalnego oraz Dyrektorem Sekcji Pokoju i Pojednania. W 2007 r. został ambasadorem Norwegii na Sri Lance. W tym samym czasie pełnił funkcję kierownika norweskich grup mediatorów w sporze między Rządem Republiki Filipin a Narodowym Frontem Demokratycznym Filipin. Ponadto był ambasadorem Norwegii w Afganistanie w latach 2010-2012 i Sudanie (2010 r.) W latach 2012–2015 pełnił funkcję Dyrektora Generalnego Spraw Regionalnych a następnie Sekretarza Stanu w Ministerstwie Spraw Zagranicznych w Norwegii do 2016 roku.
W roku 2017 został mianowany Stałym Przedstawicielem Norwegii przy ONZ w Nowym Jorku na okres dwóch lat. Hattrem związany był ze służbą zagraniczną oraz angażował się w kwestie humanitarne, także prawa człowieka. W 2018 roku został wybrany na przewodniczącego zarządu UNICEF. Stanął na czele międzynarodowej organizacji humanitarnej broniącej praw dziecka, działającej w ponad 190 krajach. Po objęciu stanowiska zwrócił uwagę na główne przyczyny śmierci dzieci, którym postara się zapobiec: kryzys humanitarny, biedę oraz zmiany klimatyczne.

## Życie prywatne
Tore Hattrem jest żonaty z Marit Gjelten, która ukończyła studia prawnicze na Uniwersytecie w Oslo.